# Simmonsite
La simmonsite (simbolo IMA: Sim) è un minerale molto raro del supergruppo della perovskite, all'interno del quale viene collocato nel gruppo delle perovskiti stechiometriche e da lì al sottogruppo della criolite; appartiene alla famiglia degli "alogenuri" e possiede composizione chimica Na2LiAlF6.

## Etimologia e storia
Il nome è in onore del mineralogista e petrologo statunitense William B. "Skip" Simmons, noto per gli studi sulle pegmatiti granitiche.

## Classificazione
La classica nona edizione della sistematica dei minerali di Strunz, aggiornata dall'Associazione Mineralogica Internazionale (IMA) fino al 2009, elenca la simmonsite nella classe "3. Alogeni" e nella sottoclasse "3.C Alogeni complessi"; questa viene più finemente suddivisa in base alla struttura del minerale, in modo tale da trovare la simmonsite nella sezione "3.CB Neso-alluminofluoruri", dove il minerale insieme a criolite ed elpasolite forma il sistema nº 3.CB.15.
Questa classificazione viene mantenuta invariata anche nell'edizione successiva, proseguita dal database "mindat.org" e chiamata Classificazione Strunz-mindat.
Nella Sistematica dei lapis (Lapis-Systematik) di Stefan Weiß la simmonsite si trova nella classe degli "alogenuri (fluoruri, cloruri, bromuri, ioduri)" e nella sottoclasse degli "alogenuri doppi"; qui si trova nella sezione degli alogenuri "con (gruppi) [BF4]1-, [SiF6]2- e [AlF6]3-" dove forma il sistema nº III/B.03 insieme a criolitionite, colquiriite, criolite, elpasolite, fluornatrocoulsellite, bøgvadite, jørgensenite, jarlite e calcjarlite.
Anche la classificazione dei minerali secondo Dana, usata principalmente nel mondo anglosassone, elenca la simmonsite nella famiglia degli "alogenuri"; qui è nella classe degli "alogenuri complessi – fluoruri di alluminio" e nella sottoclasse degli "alogenuri complessi - fluoruri di alluminio con formule diverse", dove insieme alla criolite forma il "gruppo della criolite" con il numero di sistema nº 11.06.01.

## Abito cristallino
La simmonsite cristallizza nel sistema monoclino nel gruppo spaziale P21 (gruppo nº 4) oppure P21/m (gruppo nº 11) con i parametri di cella a = 7,5006(6) Å, b = 7,474(1) Å, c = 7,503(1) Å e β = 90,847(9)°, oltre ad avere 4 unità di formula per cella unitaria.

## Origine e giacitura
La simmonsite si forma come minerale idrotermale in fase avanzata in una breccia che taglia una pegmatite di amazzonite-topazio-zinnwaldite; la paragenesi è con criolite, criolitionite ed elpasolite.
Il minerale è rarissimo ed è stato trovato solo nella sua località tipo, il sito di pegmatite "Zapot" (38.63889°N 118.48167°W) presso "Gillis Range" (nella contea di Mineral, in Nevada - Stati Uniti) e nel deposito di tantalio-niobio di "Katugin" nel territorio della Transbajkalia (in Russia).

## Forma in cui si presenta in natura
La simmonsite è da trasparente a traslucida con lucentezza grassa; il colore bianco nuvola, bianco crema, giallo pallido, il suo striscio è bianco.